# قضية ديب ضد هيرد
جون سي ديب الثاني ضد آمبر لورا هيرد (سي إل-2019-2911) هي محاكمة تشهير مدنية في مقاطعة فيرفاكس، فيرجينيا، بدأت في 11 أبريل وانتهت في 1 يونيو، من عام 2022. ادعى فيها المدعي جوني ديب بثلاث تهم بالتشهير ضد المدعى عليها آمبر هيرد، وطلب تعويض أضرار عن كل واحدة منها بمبلغ يزيد عن 50 مليون دولار أمريكي. رفعت هيرد دعوة مضادة ضد ديب وطالبت بتعويض أضرار بقيمة 100 مليون دولار.
ديب وهيرد ممثلان دخلا في علاقة رومنسية في أواخر عام 2011 أو أوائل عام 2012 وتزوجا في فبراير عام 2015. طلبت هيرد الطلاق في مايو، 2016 وحصلت على أمر تقييدي مؤقت، وادعت أن ديب عنفها جسديًا خلال علاقتهما. أنهى الزوجان معاملة طلاقهما في يناير عام 2017، وحصلت هيرد على تسوية بقيمة 7 مليون دولار تعهدت بالتبرع بها للأعمال الخيرية. في ديسمبر عام 2018، نشرت هيرد مقال رأي في صحيفة واشنطن بوست لم تذكر فيه اسم ديب وقالت: «لقد تحدثت علنًا ضد العنف الجنسي»، ووضحت كتابيًا، «أصبحت قبل عامين شخصية عامة تمثل العنف الأسري»، «وكانت لدي وجهة نظر استثنائية تتمثل برؤية كيف تحمي المؤسسات في الوقت الحالي الرجال المتهمين بالتعنيف».
رفع ديب دعوى تشهير في مارس، 2019، ضد هيرد في فيرجينيا، وألقى اللوم على المقال في تدمير سمعته وحياته المهنية، وأنه كبّده خسائر مالية كبيرة. في أغسطس، 2020، رفعت هيرد قضية مضادة متعلقة بثلاثة تصريحات لمحامي ديب آدم وولدمان كان قد قالها لصحيفة ديلي ميل في أبريل عام 2020. رفع ديب بشكل منفصل قضية ضد شركة نيوز غروب نيوزبيبرز المحدودة في يونيو عام 2018، ضد ناشري الصحيفة الشعبية ذا صن بسبب وصفهم له بأنه «يضرب زوجته». حدثت تلك المحاكمة في يوليو عام 2020 في المحكمة العليا في لندن وأدلت هيرد بشهادتها لصالح الدفاع. في نوفمبر عام 2020، رفضت المحكمة العليا ادعاءات ديب بالتشهير، وخلصت إلى أن «الأغلبية العظمى من الاعتداءات المزعومة من قبل السيد ديب على السيدة هيرد قد أثبتت وفقًا للقانون المدني».
حاول محامو ديب خلال محاكمة فيرجينيا إثبات عدم صحة ادعاءات هيرد بالتعنيف وأن يثبتوا أنها هي المحرضة، بدلًا من كونها الضحية، لعنف الشريك الحميمي في علاقة الثنائي. دافع محامو هيرد عن المقال بأنه يستند إلى واقعة وهو محمي بموجب التعديل الدستوري الأول. جذبت المحاكمة التي تم نقلها في بث حي عددًا كبيرًا من المشاهدين إضافة إلى تعليقات كثيرة على مواقع التواصل الاجتماعي، كان معظمها متعاطفًا مع ديب و/أو منتقدًا لهيرد. حصدت المقالات الإخبارية حول القضية في الولايات المتحدة قدرًا من التفاعلات، على وسائل التواصل الاجتماعي، على كل مقال أكثر من جميع المواضيع الإخبارية الأخرى في تلك الفترة. استخدمت مقتطفات من المحاكمة بشكل واسع لصنع فيديوهات تجميعية ومقاطع فيديو لردود الفعل، حيث انتشرت العديد منها هذه على منصات مثل تيك توك بشكل كبير. حصلت مقاطع الفيديو التي تتضمن وسم العدالة لجوني ديب على أكثر من 18 مليون مشاهدة على تيك توك بحلول نهاية المحاكمة.
حكمت المحكمة بأن إشارات مقال هيرد إلى «العنف الجنسي» و«العنف الأسري» كانت كاذبة وأنها شهرت بديب عن إصرار فعلي، ومنحت ديب 10 مليون دولار كتعويض أضرار و5 مليون دولار كتعويض تأديبي من هيرد، وخفضت المحكمة التعويضات التأديبية إلى 350 ألف دولار بسبب الحد المفروض وفقًا لقانون ولاية فيرجينيا. حكمت المحكمة بعدم ثبوتية ادعاءات وولدمان بارتكاب هيرد «خدعة تعنيف الجنسي» و«خدعة إساءة» تشهيريتين ضد ديب، بل أن وولدمان شهر بهيرد، عن إصرار فعلي. منحت هيئة المحلفين هيرد 2 مليون دولار كتعويض عن الأضرار ولا شيء كتعويض تأديبي من ديب. قال المتحدث باسم هيرد ومحاميها أنها تنوي الطعن بالقرار. عندما سُئلت محامية ديب عن احتمالية وجود تسوية، أشارت إلى أن «المشكلة لم تكن تتعلق أبدًا بالمال».
واجه كلا الطرفين تحديات في قضية التشهير وشكك خبراء قانونيون بأن يربح ديب هذه القضية بعد أن خسر قضية مشابهة لها في المملكة المتحدة. تكمن الاختلافات بين قضية الولايات المتحدة وقضية المملكة المتحدة في أن القرار قد اتخذ من قبل هيئة محلفين بدلًا من قاضي، وبوجود فهم مختلف لما حدث بأموال الطلاق، وبكون هيرد المدعى عليها وبوجود شهود إضافيين جاؤوا من الولايات المتحدة، وقدرة ديب على اختيار موقع يفتقر لوجود تشريع قوي مناهض للدعاوي القضائية ضد المشاركة العامة وأن الفريقين ربما تعلما من التحديات في المحاكمة السابقة. أعادت المحاكمة تجديد ظهور النقاشات حول مواضيع مثل حركة مي تو (أنا أيضًا) وحقوق المرأة.

## خلفية

### علاقة ديب وهيرد
بدأت علاقة الممثلين جوني ديب وآمبر هيرد في عام 2012 وتزوجا في لوس أنجلس، في فبراير عام 2015. تقدمت هيرد بطلب الطلاق بتاريخ 23 مايو، 2016، وحصلت على أمر تقييدي مؤقت ضد ديب. ردًا على ذلك، ادعى ديب أنها «كانت تحاول الحصول على قرار مالي سابق لأوانه من خلال الادعاء بالتعرض للتعنيف». أدلت هيرد بشهادتها حول التعنيف المزعوم في إفادتها خلال دعوى طلاقهما، مدعيةً أن ديب كان «يسيء لها لفظيًا وجسديًا» خلال علاقتهما، وعادةً عندما يكون تحت تأثير الكحول والمخدرات. حصل الطلاق على شعبية كبيرة، حيث نشرت وسائل الإعلام صور إصابات هيرد المزعومة.
تم الوصول إلى تسوية في أغسطس، 2016، وأنهي الطلاق في يناير 2017. سحبت هيرد الأمر التقييدي، وأصدرت تصريحًا مشتركًا مع ديب بأن «علاقتهما كانت عاطفية للغاية وغير مستقرة في بعض الأوقات، لكن الحب كان موجودًا دائمًا. لم يوجه أي من الطرفين اتهامات إضافية إلى الآخر بمكاسب مالية. لم يكن هناك أي نية لإيذاء عاطفي أو جسدي». دفع ديب لهيرد مبلغ تسوية بقيمة 7 مليون دولار، تعهدت بأن تتبرع به إلى اتحاد الحريات المدنية الأمريكي ومستشفى الأطفال في لوس أنجلوس. تضمنت التسوية أيضًا اتفاقية عدم إفشاء (إن دي إيه) تمنع أي من الطرفين من مناقشة علاقتهما علنًا.

### قضية جوني ديب ضد مؤسسة نيوز غروب نيوزبيبرز المحدودة
في أبريل عام 2018، نشرت صحيفة ذا صن الشعبية البريطانية مقالًا بعنوان: «كيف يمكن لجي كي رولينغ أن تكون «سعيدةً جدًا» بأن تمثل دور زوجة جوني ديب في فيلم فانتاستيك بيستس الجديد بعد ادعاءات الاعتداء؟ ردًا على ذلك، رفع ديب دعوى قضائية على نيوز غروب، والناشر في صحيفة ذا صن، ومن ثم المحرر التنفيذي دان ووتون بتهمة التشهير في يونيو عام 2018. أدلى كل من ديب وهيرد بشهادتهما في المحاكمة التي ركزت على تقييم 14 حادثة تعنيف مزعومة في محكمة العدل العليا في يوليو 2020. في نوفمبر عام 2020، وجد القاضي آندرو نيكول، لوحده بدون هيئة محلفة، أن ديب خسر قضيته لأنه قد تم إثبات الادعاءات ضده وفقًا للقانون المدني ووجد أنها «صحيحة إلى حد كبير». خلص الحكم إلى وجود أدلة دامغة بأن ديب اعتدى على هيرد في 12 من أصل 14 حادثة مزعومة وجعلها خائفة جدًا.
استقال ديب، بعد إصدار الحكم، من سلسلة أفلام فانتاستيك بيستس بناء على طلب من شركة وورنر بروس، وهي شركة إنتاج الفيلم. في مارس عام 2021، رفضت محكمة الاستئناف طلب ديب باستئناف الحكم، وختمت بأن لا يوجد استئناف «ليس له فرصة حقيقية للنجاح». جادل محامو ديب بأنه لم يتلقى جلسة استماع عادلة وأن هيرد كانت شاهدًا غير موثوق به، لكن قضاة الاستئناف قالوا إنه حصل على محاكمة «كاملة وعادلة»، وإن «القاضي استند في استنتاجاته إلى كل حادثة من الحوادث في استعراضه المفصل لكل دليل مقترن بكل منها... وفي مقاربة من هذا النوع كان هناك حاجة أو احتمالية صغيرة لإعطاء أهمية لأي تقييم عام لمصداقية السيدة هيرد». وفقًا لصحيفة نيويورك تايمز، فإن استخدام مواد من المحاكمة البريطانية كان محدودًا في القضية الأمريكية، لكن لم يتم الكشف علنًا عن التفاصيل.

### مقال هيرد في صحيفةواشنطن بوست
في ديسمبر عام 2018، نشرت صحيفة واشنطن بوست مقال رأي كتبته هيرد؛ كان عنوانه: «آمبر هيرد: تحدثت علانية ضد العنف الجنسي- وواجهت غضب ثقافتنا. يجب أن يتغير ذلك». صرحت هيرد في المقال أنه: «قبل سنتين، أصبحت شخصية عامة تمثل العنف الأسري، وشعرت بالقوة الكاملة لغضب ثقافتنا على النساء اللواتي يتحدثن علانية... كانت لدي وجهة نظر استثنائية تتمثل برؤيتي كيف تحمي المؤسسات، في الوقت الحالي، الرجال الذين يتهمون بالعنف». ذكرت أيضًا أنه نتيجة لذلك، خسرت دورها في فيلم وحملة إعلانية لعلامة أزياء تجارية عالمية. دعا المقال، الذي عرف هيرد على أنها سفيرة لحقوق النساء في اتحاد الحريات المدنية الأمريكي، الكونغرس إلى إعادة تشريع قانون مكافحة العنف ضد النساء وأثار مخاوف حول التغييرات التي اقترحتها بيتسي ديفوس على القانون (الباب) التاسع، والتي جادلت هيرد بأن من الممكن «أن تضعف حماية الناجيات من الاعتداء الجنسي». لم يذكر المقال ديب بشكل مباشر.

### تعليقات آدم وولدمان في صحيفةديلي ميل
كانت الأمور المتعلقة بدعوى هيرد المضادة والتي تمت متابعتها خلال المحاكمة هي تلك المرتبطة بثلاثة تصريحات لمحامي جوني ديب، آدم وولدمان نشرتها صحيفة ديلي ميل في أبريل ويونيو عام 2020.
أولًا، صرح وولدمان بأن «آمبر هيرد وأصدقاءها في وسائل الإعلام استخدموا ادعاءات عنف جنسي مزيفة كسلاح وكأسلوب دفاع لهم، حسب حاجتهم. اختاروا بعض من «معطيات» حيلة العنف الجنسي لتكون السلاح، ليوقعوا بها الجمهور والسيد ديب».
ثانيًا، صرح وولدمان أنه فيما يتعلق بأحد حوادث عام 2016 في شقة ديب وهيرد في هوليوود: «بكل بساطة كان هذا كمينًا، وخدعة. أوقعوا بالسيد ديب من خلال استدعاء الشرطة لكن المحاولة الأولى لم تنجح. جاء ضباط الشرطة إلى الشقة، وأجروا تفتيشًا كاملًا ومقابلات، وغادروا عندما لم يجدوا أي ضرر في الوجه أو الممتلكات. لذلك، سكبت آمبر وأصدقاؤها بعض النبيذ وعبثوا بالمكان، وحصلوا على قصصهم تحت إشراف محام وصحافي، ومن ثم اتصلوا مرة ثانية برقم الطوارئ 911».
ثالثًا، صرح وولدمان: «وصلنا إلى بداية نهاية خدعة إساءة السيدة هيرد ضد السيد ديب».

## المحاكمة
في فبراير عام 2019، رفع ديب دعوى ضد هيرد بسبب مقالها في شهر ديسمبر في صحيفة واشنطن بوست. ادعى ديب أن مزاعم هيرد كانت جزءًا من خدعة معقدة ضده وكرر ادعاءه أن هيرد كانت هي من أساءت إليه بعنف. في أغسطس عام 2020، رفعت هيرد دعوى مضادة على ديب من ضمنها الادعاء بأنه نسق «حملة إساءة عبر تويتر من خلال تنظيم عريضة عبر الإنترنت في محاولة لطردها من فيلم أكوامان ومن لوريال». عقدت المحاكمة في محكمة الدائرة بمقاطعة فيرفاكس بولاية فيرجينيا وتم اختيار هذه المقاطعة بحسب الذي صرحت به واشنطن بوست هو أنها موقع مخدمات واشنطن بوست على الإنترنت.

### تطورات ما قبل المحاكمة
في أكتوبر عام 2020، استبعد القاضي آدم وولدمان محامي ديب من تمثيل ديب بعد تسريبه معلومات سرية محجوبة بموجب أمر تقييدي إلى وسائل الإعلام. بعد إصدار الحكم في قضية ديب ضد صحيفة ذا صن في الشهر التالي، تقدم محامو هيرد بطلب لرفض دعوى التشهير؛ لكن القاضي بيني إس.أزكارات رفض ذلك لأن هيرد كانت شاهدة وليس مدعى عليها في قضية بريطانيا؛ الحقائق التي تم ادعاؤها كانت مختلفة (صرحت هيرد بادعاءاتها المزعومة بالتشهير بعد بدء القضية الإنجليزية)؛ ولم يخضع الطرفان لإجراءات الاستكشاف نفسها كما في قضية الولايات المتحدة. في أغسطس عام 2021، حكم قاض في نيويورك بأن يكشف اتحاد الحريات المدنية الأمريكي (إيه سي إل يو) الوثائق المتعلقة بتعهد هيرد الخيري للمنظمة. قاضى الاتحاد فيما بعد ديب بمبلغ 86 ألف دولار بسبب الإفصاح عن هذه المستندات.
بدأت المحاكمة مع اختيار الهيئة المحلفة في مقاطعة فيرفاكس، فيرجينيا، بتاريخ 11 أبريل عام 2022. تم ذكر أسماء الممثلين بول بيتاني، وجيمس فرانكو وإيلين باركين إذ كان متوقعًا أن يدلوا بشهادتهم. وفقًا لمصدر مقرب من فريقه القانوني، فقد تم إدراج اسم المدير التنفيذي لشركة تسلا وسبيس إكس وصديق هيرد السابق إيلون ماسك كشاهد محتمل؛ لكنه اتخذ قراره ألا يدلي بشهادته في المحاكمة.